# Pedro de Camprobín
Pedro de Camprobín Passano, né à Almagro en 1605 et mort à Séville en 1674, est un peintre espagnol du siècle d'or, spécialisé dans la nature morte.
Très présent dans les musées espagnols, il est un des peintres de natures mortes et de fleurs les plus cotés du XVIIe siècle, ses œuvres atteignant aux enchères des prix de plus en plus importants.